# Сильвин Брешианский
Сильвин (лат. Silvinus; умер в первой половине V века) — епископ Брешиа в первой половине V века; святой, почитаемый в Католической церкви (день памяти — 28 сентября).

## Биография
В списках глав Брешианской епархии святой Сильвин упоминается как преемник Теофила и предшественник Гаудиоза I. Он был епископом в городе Брешиа в первой половине V века. Хотя в трудах некоторых авторов приводятся и более точные даты (например, у П.-Б. Гамса это 440—444 годы), они не подтверждаются данными средневековых исторических источников.
О деяниях Сильвина сведений почти не сохранилось. В средневековых мартирологах он превозносился как иерарх, преисполненный всяческих добродетелей. Упоминается, что Сильвин был епископом около двух лет. Неизвестно, где он был первоначально похоронен. В апреле 1508 года реликвии Сильвина были перенесены из церкви на Монте-Oрсино, где они недавно были обретены, в брешианскую церковь Сан-Пьетро-ин-Оливето.
Также как и все главы Брешианской епархии III—VII веков от Анатолия до Деусдедита, ещё в средневековье Сильвин был причислен к лику святых. Сначала он поминался вместе с другими святыми епископами Брешиа (Павлом I, Павлом II, Киприаном и Деусдедитом) в четвёртое воскресенье после Пасхи, а теперь — 28 сентября.